# Rally de Finlandia de 2023
El Rally de Finlandia de 2023, oficialmente 72nd Secto Rally Finland, fue la septuagésima segunda edición y la novena ronda de la temporada 2023 del Campeonato Mundial de Rally. Se celebró del 3 al 6 de agosto y contó con un itinerario de veintidós tramos sobre tierra que sumaron un total de 320,56 km cronometrados. Fue también la novena ronda de los campeonatos WRC-2 y WRC-3.
El ganador de la prueba fue el gales Elfyn Evans quien consiguió su segunda victoria de la temporada y en esta prueba tras la conseguida en 2021, además se convirtió en el piloto británico más laureado en esta prueba. Evans marchaba segundo hasta que su compañero y líder de la prueba Kalle Rovanperä volcó en octava etapa, allanando el camino a la victoria de Evans quien ganó diez de las siguientes quince etapas incluida el power stage. Thierry Neuville marchaba tercero hasta el abandono de Rovanperä, después de eso avanzó a la segunda posición que no fue amenazada en ningún momento. La tercera posición fue para el japonés Takamoto Katsuta quien supero por solo 4.3 segundo al fines del Hyundai Shell Mobis WRT, Teemu Suninen.
En el WRC-2, el ganador fue el joven prodigio local Sami Pajari quien debió luchar contra pilotos del nivel de Emil Lindholm y Jari Huttunen. Pajari mostró un espectacular ritmo a los cuales se les sumaron los problemas mecánicos sufridos por Lindholm y Huttunen que le allanaron el camino a la victoria. El segundo puesto fue para el francés Adrien Fourmaux quien rodó de forma consistente en la lucha por el podio y aprovecho los problemas de los finlandeses para subir al podio. El tercer puesto fue para Nikolay Gryazin quien mantuvo un reñido duelo con Andreas Mikkelsen por el último cajón del podio, lucha que cayó de su lado tras un pinchazo y unos problemas de frenos que lastraron al piloto noruego en la tarde del sábado.
En el WRC-3, el ganador de la prueba fue el local Benjamin Korhola quien consiguió su primer podio y victoria en la categoría. Korhola lidero la prueba desde la segunda especial cronometrada hasta la bandera a cuadros, ganado trece de los veintidós tramos cronometrados. Otro local Jesse Kallio consiguió también su primer podio con la segunda posición, mientras que el checo Filip Kohn cerro el podio al terminar en la tercera posición.

## Lista de inscritos
| Num.                       | Piloto                    | Copiloto                   | Equipo                           | Automóvil                | Neu.                     |
| World Rally Championship   | World Rally Championship  | World Rally Championship   | World Rally Championship         | World Rally Championship | World Rally Championship |
| -------------------------- | ------------------------- | -------------------------- | -------------------------------- | ------------------------ | ------------------------ |
| 3                          | Teemu Suninen             | Mikko Markkula             | Hyundai Shell Mobis WRT          | Hyundai i20 N Rally1     | P                        |
| 4                          | Esapekka Lappi            | Janne Ferm                 | Hyundai Shell Mobis WRT          | Hyundai i20 N Rally1     | P                        |
| 7                          | Pierre-Louis Loubet       | Nicolas Gilsoul            | M-Sport Ford WRT                 | Ford Puma Rally1         | P                        |
| 8                          | Ott Tänak                 | Martin Järveoja            | M-Sport Ford WRT                 | Ford Puma Rally1         | P                        |
| 11                         | Thierry Neuville          | Martijn Wydaeghe           | Hyundai Shell Mobis WRT          | Hyundai i20 N Rally1     | P                        |
| 18                         | Takamoto Katsuta          | Aaron Johnston             | Toyota Gazoo Racing WRT          | Toyota GR Yaris Rally1   | P                        |
| 33                         | Elfyn Evans               | Scott Martin               | Toyota Gazoo Racing WRT          | Toyota GR Yaris Rally1   | P                        |
| 69                         | Kalle Rovanperä           | Jonne Halttunen            | Toyota Gazoo Racing WRT          | Toyota GR Yaris Rally1   | P                        |
| 97                         | Jari-Matti Latvala        | Juho Hänninen              | Toyota Gazoo Racing WRT          | Toyota GR Yaris Rally1   | P                        |
| World Rally Championship 2 |                           |                            |                                  |                          |                          |
| 22                         | Gus Greensmith            | Jonas Andersson            | Toksport WRT 3                   | Škoda Fabia RS Rally2    | P                        |
| 23                         | Emil Lindholm             | Reeta Hämäläinen           | Hyundai Motorsport N             | Hyundai i20 N Rally2     | P                        |
| 24                         | Andreas Mikkelsen         | Torstein Eriksen           | Toksport WRT 3                   | Škoda Fabia RS Rally2    | P                        |
| 25                         | Nikolay Gryazin           | Konstantin Aleksandrov     | Toksport WRT 2                   | Škoda Fabia RS Rally2    | P                        |
| 26                         | Adrien Fourmaux           | Alexandre Coria            | M-Sport Ford WRT                 | Ford Fiesta Rally2       | P                        |
| 27                         | Sami Pajari               | Enni Mälkönen              | Toksport WRT 2                   | Škoda Fabia RS Rally2    | P                        |
| 28                         | Jari Huttunen             | Antti Haapala              | Jari Huttunen                    | Škoda Fabia RS Rally2    | P                        |
| 29                         | Lauri Joona               | Tuukka Shemeikka           | Lauri Joona                      | Škoda Fabia RS Rally2    | P                        |
| 30                         | Mikko Heikkilä            | Samu Vaaleri               | Mikko Heikkilä                   | Škoda Fabia RS Rally2    | P                        |
| 31                         | Robert Virves             | Craig Drew                 | Robert Virves                    | Ford Fiesta Rally2       | P                        |
| 32                         | Marco Bulacia             | Diego Vallejo              | Toksport WRT                     | Škoda Fabia RS Rally2    | P                        |
| 34                         | Georg Linnamäe            | James Morgan               | Georg Linnamäe                   | Hyundai i20 N Rally2     | P                        |
| 35                         | Fabrizio Zaldivar         | Marcelo Der Ohannesian     | Hyundai Motorsport N             | Hyundai i20 N Rally2     | P                        |
| 36                         | Mikołaj Marczyk           | Szymon Gospodarczyk        | Mikołaj Marczyk                  | Škoda Fabia RS Rally2    | P                        |
| 37                         | Bruno Bulacia             | Axel Coronado              | Bruno Bulacia                    | Škoda Fabia RS Rally2    | P                        |
| 38                         | Emilio Fernández          | Borja Odriozola            | Emilio Fernández                 | Škoda Fabia Rally2 Evo   | P                        |
| 39                         | Josh McErlean             | James Fulton               | Motorsport Ireland Rally Academy | Hyundai i20 N Rally2     | P                        |
| 40                         | Grégoire Munster          | Louis Louka                | M-Sport Ford WRT                 | Ford Fiesta Rally2       | P                        |
| 41                         | Riku Tahko                | Markus Soininen            | Riku Tahko                       | Hyundai i20 N Rally2     | P                        |
| 44                         | Nicolas Ciamin            | Yannick Roche              | Nicolas Ciamin                   | Volkswagen Polo GTI R5   | P                        |
| 45                         | Tommi Jylhä               | Kimmo Nevanpää             | Tommi Jylhä                      | Škoda Fabia R5           | P                        |
| 46                         | Alexander Villanueva      | José Murado González       | Alexander Villanueva             | Škoda Fabia RS Rally2    | P                        |
| 47                         | Mauro Miele               | Luca Beltrame              | Mauro Miele                      | Škoda Fabia RS Rally2    | P                        |
| 48                         | Eamonn Kelly              | Conor Mohan                | Motorsport Ireland Rally Academy | Hyundai i20 N Rally2     | P                        |
| 49                         | Miguel Díaz-Aboitiz       | Rodrigo Sanjuan de Eusebio | Miguel Díaz-Aboitiz              | Škoda Fabia Rally2 Evo   | P                        |
| 50                         | Luciano Cobbe             | Roberto Mometti            | Luciano Cobbe                    | Škoda Fabia Rally2 Evo   | P                        |
| 51                         | Nasser Khalifa Al-Attiyah | Giovanni Bernacchini       | Nasser Khalifa Al-Attiyah        | Ford Fiesta Rally2       | P                        |
| 52                         | Roope Korhonen            | Anssi Viinikka             | Roope Korhonen                   | Volkswagen Polo GTI R5   | P                        |
| 65                         | Anssi Rytkönen            | Juho-Ville Koskela         | Anssi Rytkönen                   | Škoda Fabia R5           | P                        |
| World Rally Championship 3 |                           |                            |                                  |                          |                          |
| 53                         | Benjamin Korhola          | Pekka Kelander             | Rautio Motorsport                | Ford Fiesta Rally3       | P                        |
| 54                         | Toni Herranen             | Mikko Lukka                | Toni Herranen                    | Ford Fiesta Rally3       | P                        |
| 55                         | Ali Türkkan               | Burak Erdener              | Castrol Ford Team Türkiye        | Ford Fiesta Rally3       | P                        |
| 56                         | Filip Kohn                | Tom Woodburn               | Filip Kohn                       | Ford Fiesta Rally3       | P                        |
| 57                         | Jesse Kallio              | Jussi Lindberg             | Jesse Kallio                     | Ford Fiesta Rally3       | P                        |
| 58                         | Kristian Nieminen         | Valtteri Nieminen          | Kristian Nieminen                | Ford Fiesta Rally3       | P                        |
| 59                         | Henri Timonen             | Jussi Kärpijoki            | Henri Timonen                    | Ford Fiesta Rally3       | P                        |
| 60                         | Brendan Cumiskey          | Martin Connolly            | Brendan Cumiskey                 | Ford Fiesta Rally3       | P                        |
| 61                         | Ville Laakso              | Jani Luhtaniemi            | Ville Laakso                     | Ford Fiesta Rally3       | P                        |
| 62                         | Tuomas Vihtari            | Ville Harvia               | Tuomas Vihtari                   | Ford Fiesta Rally3       | P                        |
| 63                         | Marek Paciorkowski        | Kamil Heller               | Marek Paciorkowski               | Ford Fiesta Rally3       | P                        |
| 64                         | Petr Borodin              | Roman Cheprassov           | Petr Borodin                     | Ford Fiesta Rally3       | P                        |
| Fuente: ewrc-results.com   |                           |                            |                                  |                          |                          |

## Itinerario
| Día                      | Tramo | Nombre                      | Distancia | Ganador de la etapa | Automóvil              | Tiempo  | Líder de la general |
| ------------------------ | ----- | --------------------------- | --------- | ------------------- | ---------------------- | ------- | ------------------- |
| Día 1 (3 de agosto)      | -     | Rannankylä (Shakedown)      | 4.48 km   | Kalle Rovanperä     | Toyota GR Yaris Rally1 | 1:56.3  | -                   |
| Día 1 (3 de agosto)      | SS1   | Harju 1                     | 3.48 km   | Ott Tänak           | Ford Puma Rally1       | 2:39.0  | Ott Tänak           |
| Día 2 (4 de agosto)      | SS2   | Laukaa 1                    | 11.78 km  | Takamoto Katsuta    | Toyota GR Yaris Rally1 | 5:36.1  | Kalle Rovanperä     |
| Día 2 (4 de agosto)      | SS3   | Lankamaa 1                  | 14.21 km  | Kalle Rovanperä     | Toyota GR Yaris Rally1 | 5:57.8  | Kalle Rovanperä     |
| Día 2 (4 de agosto)      | SS4   | Myhinpää 1                  | 15.51 km  | Kalle Rovanperä     | Toyota GR Yaris Rally1 | 6:55.7  | Kalle Rovanperä     |
| Día 2 (4 de agosto)      | SS5   | Halttula 1                  | 9.14 km   | Kalle Rovanperä     | Toyota GR Yaris Rally1 | 4:21.0  | Kalle Rovanperä     |
| Día 2 (4 de agosto)      | SS6   | Laukaa 2                    | 11.78 km  | Kalle Rovanperä     | Toyota GR Yaris Rally1 | 5:40.5  | Kalle Rovanperä     |
| Día 2 (4 de agosto)      | SS7   | Lankamaa 2                  | 14.21 km  | Kalle Rovanperä     | Toyota GR Yaris Rally1 | 6:05.7  | Kalle Rovanperä     |
| Día 2 (4 de agosto)      | SS8   | Myhinpää 2                  | 15.51 km  | Thierry Neuville    | Hyundai i20 N Rally1   | 6:59.6  | Elfyn Evans         |
| Día 2 (4 de agosto)      | SS9   | Halttula 2                  | 9.14 km   | Thierry Neuville    | Hyundai i20 N Rally1   | 4:20.7  | Elfyn Evans         |
| Día 2 (4 de agosto)      | SS10  | Harju 2                     | 3.48 km   | Thierry Neuville    | Hyundai i20 N Rally1   | 2:44.5  | Elfyn Evans         |
| Día 3 (5 de agosto)      | SS11  | Västilä 1                   | 18.94 km  | Elfyn Evans         | Toyota GR Yaris Rally1 | 8:29.5  | Elfyn Evans         |
| Día 3 (5 de agosto)      | SS12  | Päijälä 1                   | 20.19 km  | Elfyn Evans         | Toyota GR Yaris Rally1 | 9:39.0  | Elfyn Evans         |
| Día 3 (5 de agosto)      | SS13  | Rapsula 1                   | 20.56 km  | Elfyn Evans         | Toyota GR Yaris Rally1 | 9:55.2  | Elfyn Evans         |
| Día 3 (5 de agosto)      | SS14  | Vekkula 1                   | 20.65 km  | Elfyn Evans         | Toyota GR Yaris Rally1 | 10:09.4 | Elfyn Evans         |
| Día 3 (5 de agosto)      | SS15  | Västilä 2                   | 18.94 km  | Elfyn Evans         | Toyota GR Yaris Rally1 | 8:23.4  | Elfyn Evans         |
| Día 3 (5 de agosto)      | SS16  | Päijälä 2                   | 20.19 km  | Elfyn Evans         | Toyota GR Yaris Rally1 | 9:32.0  | Elfyn Evans         |
| Día 3 (5 de agosto)      | SS17  | Rapsula 2                   | 20.56 km  | Elfyn Evans         | Toyota GR Yaris Rally1 | 9:49.0  | Elfyn Evans         |
| Día 3 (5 de agosto)      | SS18  | Vekkula 2                   | 20.65 km  | Takamoto Katsuta    | Toyota GR Yaris Rally1 | 10:32.8 | Elfyn Evans         |
| Día 4 (6 de agosto)      | SS19  | Moksi-Sahloinen 1           | 16.56 km  | Elfyn Evans         | Toyota GR Yaris Rally1 | 7:34.9  | Elfyn Evans         |
| Día 4 (6 de agosto)      | SS20  | Himos-Jämsä 1               | 9.26 km   | Takamoto Katsuta    | Toyota GR Yaris Rally1 | 5:04.4  | Elfyn Evans         |
| Día 4 (6 de agosto)      | SS21  | Moksi-Sahloinen 2           | 16.56 km  | Elfyn Evans         | Toyota GR Yaris Rally1 | 7:26.7  | Elfyn Evans         |
| Día 4 (6 de agosto)      | SS22  | Himos-Jämsä 2 (Power Stage) | 9.26 km   | Elfyn Evans         | Toyota GR Yaris Rally1 | 4:54.1  | Elfyn Evans         |
| Fuente: ewrc-results.com |       |                             |           |                     |                        |         |                     |

### Power stage
El power stage fue una etapa de 9.26 km al final del rally. Se otorgaron puntos adicionales del Campeonato Mundial a los cinco más rápidos.
| Pos. | Piloto             | Copiloto         | Coche                  | Equipo                  | Tiempo | Puntos |
| ---- | ------------------ | ---------------- | ---------------------- | ----------------------- | ------ | ------ |
| 1    | Elfyn Evans        | Scott Martin     | Toyota GR Yaris Rally1 | Toyota Gazoo Racing WRT | 4:54.1 | 5      |
| 2    | Thierry Neuville   | Martijn Wydaeghe | Hyundai i20 N Rally1   | Hyundai Shell Mobis WRT | +0.9   | 4      |
| 3    | Teemu Suninen      | Mikko Markkula   | Hyundai i20 N Rally1   | Hyundai Shell Mobis WRT | +2.3   | 3      |
| 4    | Takamoto Katsuta   | Aaron Johnston   | Toyota GR Yaris Rally1 | Toyota Gazoo Racing WRT | +4.3   | 2      |
| 5    | Jari-Matti Latvala | Juho Hänninen    | Toyota GR Yaris Rally1 | Toyota Gazoo Racing WRT | +8.6   | 1      |

## Clasificación final
| World Rally Championship   | World Rally Championship | World Rally Championship | World Rally Championship | World Rally Championship | World Rally Championship | World Rally Championship | World Rally Championship |
| Pos.                       | Piloto                   | Copiloto                 | Automóvil                | Equipo                   | Neumático                | Tiempo                   | Puntos                   |
| -------------------------- | ------------------------ | ------------------------ | ------------------------ | ------------------------ | ------------------------ | ------------------------ | ------------------------ |
| 1                          | Elfyn Evans              | Scott Martin             | Toyota GR Yaris Rally1   | Toyota Gazoo Racing WRT  | P                        | 2:33:11.3                | 25                       |
| 2                          | Thierry Neuville         | Martijn Wydaeghe         | Hyundai i20 N Rally1     | Hyundai Shell Mobis WRT  | P                        | +39.1                    | 18                       |
| 3                          | Takamoto Katsuta         | Aaron Johnston           | Toyota GR Yaris Rally1   | Toyota Gazoo Racing WRT  | P                        | +1:36.7                  | 15                       |
| 4                          | Teemu Suninen            | Mikko Markkula           | Hyundai i20 N Rally1     | Hyundai Shell Mobis WRT  | P                        | +1:41.0                  | 12                       |
| 5                          | Jari-Matti Latvala       | Juho Hänninen            | Toyota GR Yaris Rally1   | Toyota Gazoo Racing WRT  | P                        | +4:09.4                  | 10                       |
| 6                          | Oliver Solberg           | Elliott Edmondson        | Škoda Fabia RS Rally2    | Oliver Solberg           | P                        | +9:33.6                  | 8                        |
| 7                          | Sami Pajari              | Enni Mälkönen            | Škoda Fabia RS Rally2    | Toksport WRT 2           | P                        | +10:03.7                 | 6                        |
| 8                          | Adrien Fourmaux          | Alexandre Coria          | Ford Fiesta Rally2       | M-Sport Ford WRT         | P                        | +10:37.5                 | 4                        |
| 9                          | Nikolay Gryazin          | Konstantin Aleksandrov   | Škoda Fabia RS Rally2    | Toksport WRT 2           | P                        | +11:11.5                 | 2                        |
| 10                         | Andreas Mikkelsen        | Torstein Eriksen         | Škoda Fabia RS Rally2    | Toksport WRT 3           | P                        | +11:35.2                 | 1                        |
| World Rally Championship 2 |                          |                          |                          |                          |                          |                          |                          |
| 1 (7.)                     | Sami Pajari              | Enni Mälkönen            | Škoda Fabia RS Rally2    | Toksport WRT 2           | P                        | 2:43:15.0                | 25                       |
| 2 (8.)                     | Adrien Fourmaux          | Alexandre Coria          | Ford Fiesta Rally2       | M-Sport Ford WRT         | P                        | +33.8                    | 18                       |
| 3 (9.)                     | Nikolay Gryazin          | Konstantin Aleksandrov   | Škoda Fabia RS Rally2    | Toksport WRT 2           | P                        | +1:07.8                  | 15                       |
| 4 (10.)                    | Andreas Mikkelsen        | Torstein Eriksen         | Škoda Fabia RS Rally2    | Toksport WRT 3           | P                        | +1:31.5                  | 12                       |
| 5 (11.)                    | Mikko Heikkilä           | Samu Vaaleri             | Škoda Fabia RS Rally2    | Mikko Heikkilä           | P                        | +2:00.6                  | 10                       |
| 6 (12.)                    | Georg Linnamäe           | James Morgan             | Hyundai i20 N Rally2     | Georg Linnamäe           | P                        | +2:17.2                  | 8                        |
| 7 (13.)                    | Mikołaj Marczyk          | Szymon Gospodarczyk      | Škoda Fabia RS Rally2    | Mikołaj Marczyk          | P                        | +2:44.0                  | 6                        |
| 8 (14.)                    | Lauri Joona              | Tuukka Shemeikka         | Škoda Fabia RS Rally2    | Lauri Joona              | P                        | +2:44.4                  | 4                        |
| 9 (15.)                    | Grégoire Munster         | Louis Louka              | Ford Fiesta Rally2       | M-Sport Ford WRT         | P                        | +4:33.5                  | 2                        |
| 10 (16.)                   | Nicolas Ciamin           | Yannick Roche            | Volkswagen Polo GTI R5   | Nicolas Ciamin           | P                        | +6:35.3                  | 1                        |
| World Rally Championship 3 |                          |                          |                          |                          |                          |                          |                          |
| 1 (21.)                    | Benjamin Korhola         | Pekka Kelander           | Ford Fiesta Rally3       | Rautio Motorsport        | P                        | 2:54:27.0                | 25                       |
| 2 (22.)                    | Jesse Kallio             | Jussi Lindberg           | Ford Fiesta Rally3       | Jesse Kallio             | P                        | +35.6                    | 18                       |
| 3 (25.)                    | Filip Kohn               | Tom Woodburn             | Ford Fiesta Rally3       | Filip Kohn               | P                        | +5:12.6                  | 15                       |
| 4 (29.)                    | Henri Timonen            | Jussi Kärpijoki          | Ford Fiesta Rally3       | Henri Timonen            | P                        | +14:15.1                 | 12                       |
| 5 (33.)                    | Tuomas Vihtari           | Ville Harvia             | Ford Fiesta Rally3       | Tuomas Vihtari           | P                        | +20:53.2                 | 10                       |
| 6 (35.)                    | Brendan Cumiskey         | Martin Connolly          | Ford Fiesta Rally3       | Brendan Cumiskey         | P                        | +22:17.9                 | 8                        |
| 7 (36.)                    | Ville Laakso             | Jani Luhtaniemi          | Ford Fiesta Rally3       | Ville Laakso             | P                        | +23:16.2                 | 6                        |
| 8 (48.)                    | Petr Borodin             | Roman Cheprassov         | Ford Fiesta Rally3       | Petr Borodin             | P                        | +1:59:15.5               | 4                        |
| Fuente: ewrc-results.com   |                          |                          |                          |                          |                          |                          |                          |